# Контражур
Контражур (на френски: contre-jour – „срещу светлината“), задно осветление – вид осветление във фотографията и изобразителното изкуство, при което източникът на светлина е разположен зад обекта.
При контражур се получава силен контраст между силуета на обекта и светлия фон. При този похват обикновено се губят детайлите в изображението, но се акцентира върху контурите на обекта. За улавяне на повече детайли от обекта, може да се използва допълнително осветление или светкавица. При прозиращи обекти задното осветление може да разкрие детайли от вътрешната структура на обекта – например при снимане на листа, прозрачни минерали и т.н. Когато източникът на светлина е закрит от обекта, около него се получава ореол от светлина.
Друг ефект от контражура могат да бъдат отраженията от вътрешността на обектива, които се появяват най-често като кръгли или шестоъгълни отблясъци върху изображението. Понякога са търсен художествен ефект, но обикновено стремежът е да се избягват. Обективите с антирефлексно покритие могат да намалят този ефект, а когато източникът на светлина пада косо, но извън зрителното поле на обектива – може да се използва сенник за премахване на отблясъците.
- Силует на човек в контражур
- Вътрешна структура на резен лимон
- Ореол около балон
- Кон в контражур. Използвана е светкавица и затова се виждат повече детайли от обекта
- Множество кръгли отблясъци от вътрешността на обектива